# Tommy Berggren
Tommy Berggren (20 de abril de 1950 - 3 de dezembro de 2012) foi um ex-futebolista sueco. Atuou a maior parte de sua carreira no Djurgårdens IF, da Suécia.

## Artilharias
Djurgårdens IF
- Campeonato Sueco de Futebol: 1978.